# Kaspersky Lab
La Kaspersky Lab ZAO (Лаборатория Касперского), più nota come Kaspersky, è un'azienda russa con sede a Mosca fondata nel 1997 da Evgenij Kasperskij e specializzata nella produzione di software progettati per la sicurezza informatica.

## Storia
Kaspersky ha circa 400 milioni di utenti e detiene la maggiore quota di mercato dei fornitori di software per la sicurezza informatica in Europa ed è al quarto posto nella classifica globale dei fornitori di antivirus per fatturato. 
È stata la prima azienda russa ad essere inclusa nella classifica delle principali società di software al mondo e, secondo Gartner, è attualmente il terzo fornitore più grande di software di sicurezza IT di consumo in tutto il mondo e il quinto fornitore più grande di Enterprise Endpoint Protection.

## Global Research and Analysis Team (GReAT)
Il Kaspersky Global Research and Analysis Team (GReAT) ha guidato la scoperta di sofisticate piattaforme di spionaggio condotte da nazioni, come Equation Group e il worm Stuxnet. Attraverso le loro ricerche sono stati scoperti vari sforzi segreti di spionaggio informatico sponsorizzati dal governo. Kaspersky pubblica anche il sondaggio annuale sui rischi per la sicurezza IT globale. A partire dal 2014, gli hub di ricerca di Kaspersky analizzano oltre 350.000 campioni di malware al giorno.
Il Global Research and Analysis Team (GReAT) di Kaspersky Lab esamina le minacce alla sicurezza informatica e altre attività svolte da operazioni malware.
Le società di sicurezza IT vengono spesso valutate in base alla loro capacità di scoprire virus e vulnerabilità precedentemente sconosciuti.
La reputazione di Kaspersky nell'investigare le minacce alla sicurezza informatica ha avuto un ruolo importante nell'ottenere vendite e prestigio.
A partire dal 2010, Kaspersky ha denunciato una serie di attività di spionaggio informatico e sabotaggio sponsorizzate dal governo. Questi includono Stuxnet, Duqu, Flame, Gauss, Regin e Equation Group.
Secondo Wired, molti di essi sono stati apparentemente lanciati dagli Stati Uniti e dai loro alleati britannico e israeliano. 
Stuxnet : "Nel 2010, Kaspersky Lab ha collaborato con Microsoft per contrastare il worm Stuxnet, che aveva infettato 14 siti industriali in Iran utilizzando quattro vulnerabilità zero-day in Microsoft Windows. Secondo IEEE Spectrum, le circostanze “suggeriscono fortemente” che il worm sia stato sviluppato da Stati Uniti e Israele per danneggiare le centrifughe nel programma di arricchimento nucleare dell’Iran. È stata la prima scoperta di un grave attacco informatico sponsorizzato dal governo".
Flame : "Nel maggio 2012, Kaspersky Lab ha identificato il malware Flame, che un ricercatore ha descritto come potenzialmente "l'arma informatica più sofisticata mai lanciata". Secondo i ricercatori di Kaspersky Lab, il malware aveva infettato da 1.000 a 5.000 macchine in tutto il mondo quando l'Unione internazionale delle telecomunicazioni delle Nazioni Unite gli aveva chiesto di indagare sulle segnalazioni di un virus che aveva colpito i computer del Ministero del petrolio iraniano.
Durante le indagini di Kaspersky Lab, è stato scoperto un hash MD5 e un nome file che apparivano solo sui computer dei clienti dei paesi del Medio Oriente. Dopo aver scoperto altri pezzi, i ricercatori hanno soprannominato il programma "Flame" dal nome di uno dei suoi moduli.
Flame era una variante precedente di Stuxnet. Kaspersky non ha mai verificato l'origine del software, ma si sospetta che sia stato sviluppato dalla National Security Agency (NSA) per trasmettere sequenze di tasti, chiamate Skype e altri dati.
Kaspersky ha creato algoritmi per trovare malware simili e ha trovato Gauss in luglio, che raccoglieva e trasmetteva dati da dispositivi infettati da unità Bluetooth o USB.
Ottobre Rosso : "Nel gennaio 2013 Kaspersky ha scoperto il malware Ottobre Rosso, utilizzato per cinque anni per lo spionaggio informatico diffuso. Ha preso di mira obiettivi politici come ambasciate e siti nucleari, soprattutto in Europa, Svizzera e Nord America. Il malware è stato probabilmente scritto da hacker di lingua russa e gli exploit da hacker cinesi.
Nello stesso giugno, Kaspersky scoprì NetTraveler, che secondo lui stava ottenendo dati sulle tecnologie emergenti da obiettivi governativi e compagnie petrolifere. Kaspersky non ha identificato chi c'era dietro, ma era simile ad altri servizi di spionaggio informatico provenienti da Pechino, Cina.
Più tardi, nello stesso anno, Kaspersky scoprì un gruppo di hacker chiamato Icefog dopo aver indagato su un attacco alla sicurezza informatica contro una compagnia televisiva giapponese. Kaspersky ha affermato che il gruppo di hacker, forse proveniente dalla Cina, era unico nel senso che prendeva di mira file specifici di cui sembravano essere a conoscenza prima di installare malware per estrarli".
Mask : "Nel febbraio 2014 Kaspersky ha identificato il malware Mask, che ha infettato 380 organizzazioni in 31 paesi. Molte organizzazioni colpite erano in Marocco. Alcuni file erano in spagnolo e si ritiene che il gruppo sia uno stato che conduce spionaggio, ma Kaspersky non ha speculato su quale paese potrebbe averlo sviluppato".
Regin: "Nel novembre 2014, Symantec e Kaspersky hanno scritto documenti che contenevano la prima divulgazione di un software dannoso denominato Regin.
Secondo Kaspersky, Regin è simile a QWERTY, un programma malware scoperto l'anno successivo.
Regin veniva utilizzato per prendere il controllo remoto di un computer e si ritiene che provenga dall'alleanza Five Eyes.
Nello stesso mese Kaspersky ha riferito dell'attacco Darkhotel, che ha preso di mira gli utenti delle reti wireless negli hotel in Asia. Chiedeva agli utenti di aggiornare il software e quindi di scaricare malware che rivelava le loro password".
The Equation Group : "Nel 2015, Kaspersky ha identificato un attore di minacce altamente sofisticato che ha chiamato "The Equation Group". Il gruppo ha incorporato sofisticati software di spionaggio nel firmware dei dischi rigidi di banche, agenzie governative, ricercatori nucleari e strutture militari, in paesi che sono frequenti obiettivi degli sforzi dell'intelligence statunitense.
Si sospetta che sia stato sviluppato dalla National Security Agency (NSA) e comprendesse molti risultati tecnici unici per evitare di essere scoperti.
Lo stesso giorno, Kaspersky ha annunciato la scoperta di un gruppo di hacker chiamato Carbanak, che prendeva di mira le banche e trasferiva milioni di dollari su conti falsi. Carbanak è stato scoperto quando una banca ha chiesto a Kaspersky di indagare sui comportamenti sospetti dei suoi sportelli bancomat.
Un malware simile che utilizzava alcune delle stesse tecniche di Carbanak è stato scoperto nel 2016 e soprannominato Carbanak 2.0".
Duqu : "Nel giugno 2015, Kaspersky ha riferito che la propria rete era stata infiltrata da malware sponsorizzato dal governo. Le prove suggeriscono che il malware sia stato creato dagli stessi sviluppatori di Duqu e Stuxnet, al fine di ottenere informazioni che li aiutassero a evitare il rilevamento da parte di Kaspersky in futuro. Kaspersky lo ha chiamato Duqu 2.0. Il software dannoso risiedeva in memoria per evitare il rilevamento. Si ritiene che l'hacking sia stato eseguito dallo stesso gruppo che ha eseguito Duqu nel 2011. Ha utilizzato exploit nei file di installazione di Microsoft".
Cyberspionaggio Android : "Nel giugno 2015, Kaspersky Lab e Citizen Lab hanno entrambi scoperto in modo indipendente un software sviluppato da Hacking Team e utilizzato da 60 governi in tutto il mondo per registrare segretamente i dati dai telefoni cellulari dei loro cittadini. Il software ha fornito alle forze dell'ordine un "menu di funzionalità" per accedere a e-mail, messaggi di testo, sequenze di tasti, cronologia delle chiamate e altri dati.
Kaspersky ha inoltre identificato 37.000 attacchi contro società bancarie che hanno utilizzato modifiche del malware chiamato Asacub e hanno preso il controllo dei dispositivi Android. Asacub ha preso di mira principalmente clienti bancari negli Stati Uniti, in Russia e in Ucraina utilizzando un messaggio SMS che induceva gli utenti a installare un trojan".
Silverlight : "Nel 2016, Kaspersky ha scoperto una vulnerabilità zero-day in Microsoft Silverlight.Kaspersky ha identificato una stringa di codice spesso utilizzata dagli exploit creati dal sospetto autore. Ha poi utilizzato le regole YARA sulla sua rete di utenti del software Kaspersky per trovare quella stringa di codice e scoprire il resto dell’exploit. Successivamente, Microsoft ha rilasciato una patch software "critica" per proteggere il proprio software dalla vulnerabilità".
Gruppo Poseidone : "Nel 2016, Kaspersky ha scoperto il gruppo Poseidon, che si infiltrava nelle aziende con malware utilizzando e-mail di phishing, per poi essere assunto dalla stessa azienda come società di sicurezza per correggere il problema. Una volta assunto, Poseidon installerebbe malware aggiuntivo e backdoor.Nel giugno 2016 Kaspersky ha contribuito a scoprire un gruppo di hacker russo, portando a 50 arresti".
Titanium : "Nel 2019, Kaspersky ha scoperto Titanium, un malware APT backdoor molto avanzato e insidioso, sviluppato da PLATINUM, un collettivo di criminali informatici. Kaspersky Lab ha segnalato il malware l'8 novembre 2019."

## Partnership
Il motore antivirus Kaspersky alimenta anche prodotti o soluzioni di altri fornitori di sicurezza, come Check Point, Bluecoat, Juniper Networks, Microsoft Forefront, Netintelligence, Clearswift, FrontBridge, Netasq, Wedge Networks e altri. Complessivamente, oltre 120 aziende utilizzano la tecnologia di licenza di Kaspersky Lab. Kaspersky Lab ha anche una serie di partnership con varie aziende tecnologiche.
Kaspersky Lab gestisce diverse sponsorizzazioni globali e spedizioni geografiche.

## Divieti e accuse di legami con il governo russo
Kaspersky ha affrontato polemiche per le accuse di essersi impegnate con il FSB, che la società ha attivamente negato sollecitando revisioni indipendenti e verifiche del codice sorgente del suo software e annunciando lo spostamento in Svizzera di parte della propria infrastruttura di assemblaggio del software. 
Il Dipartimento di sicurezza nazionale degli Stati Uniti il 13 settembre 2017 ha vietato i prodotti Kaspersky da tutti i dipartimenti governativi e nell'ottobre 2017, rapporti successivi hanno affermato che gli hacker che lavoravano per il governo russo hanno rubato dati riservati dal computer di casa di un appaltatore dell'Agenzia per la sicurezza nazionale americana tramite il software antivirus Kaspersky. 
Kaspersky ha negato le accuse, riferendo che il software aveva rilevato campioni di malware di Equation Group che ha caricato sui suoi server per l'analisi durante il suo normale funzionamento. Da allora la società ha annunciato impegni per una maggiore responsabilità, come la sollecitazione di revisioni indipendenti e la verifica del codice sorgente del suo software, e l'annuncio che avrebbe migrato parte della sua infrastruttura principale per i clienti stranieri dalla Russia alla Svizzera.
Dal 2015, vari media occidentali e il governo degli Stati Uniti sostengono che Kaspersky abbia stretti legami con il governo russo. Nel 2017, il presidente Trump ha firmato una legislazione per vietare il software Kaspersky sui computer governativi. Alle istituzioni governative statunitensi era vietato acquistare e installare il software Kaspersky sui propri computer e altri dispositivi.
Nel 2022, dopo l'invasione russa dell'Ucraina, il governo degli Stati Uniti ha avvertito le aziende americane che il rischio derivante dall'utilizzo del software Kaspersky era aumentato e la FCC ha aggiunto Kaspersky al suo elenco di minacce alla sicurezza nazionale degli Stati Uniti. Kaspersky ha risposto alla mossa della FCC in un comunicato stampa sul suo sito web, affermando che la decisione dell'agenzia è stata "presa per motivi politici" alla luce dell'invasione dell'Ucraina da parte della Russia, e che la società "rimane pronta a collaborare con le agenzie governative statunitensi per affrontare il problema". preoccupazioni della FCC e di qualsiasi altra agenzia di regolamentazione".
Nel giugno 2023, Kaspersky Lab ha dichiarato che molti dei suoi dipendenti senior e manager sono stati colpiti da un attacco in corso che sospettava per la prima volta all’inizio del 2023 e che ha compromesso migliaia di iPhone. Le tracce più antiche di infezione risalgono al 2019. Il Servizio di sicurezza federale russo (FSB) ha accusato separatamente l'Agenzia per la sicurezza nazionale americana e la società Apple di essere dietro l'attacco e di essersi infiltrati nei telefoni di diplomatici provenienti da Cina, Israele, membri della NATO e Siria. Kaspersky Lab ha affermato di non ritenersi l'obiettivo principale e di non aver condiviso le proprie scoperte sull'attacco con le autorità russe fino all'annuncio dell'FSB.
Nel 2024 gli account di posta elettronica violati hanno dimostrato che Kaspersky Lab avrebbe aiutato il governo russo a sviluppare software per i suoi droni spia.